# Vincenzo Zoccano
Vincenzo Zoccano (Ariano Irpino, 1º aprile 1973) è un politico italiano è stato Sottosegretario di Stato alla Presidenza del Consiglio dei ministri con deleghe a famiglia e disabilità del governo Conte I.

## Biografia
Non vedente, sposato, due figli, vive a Trieste. Già presidente del Forum italiano sulla disabilità e componente della Direzione Nazionale dell'Unione italiana dei ciechi e degli ipovedenti. Ha criticato la legge "Dopo di noi".
Candidato alle elezioni politiche del 2018 per il M5S nel collegio uninominale di Trieste, è stato sconfitto da Renzo Tondo. Nel giugno 2018 viene nominato Sottosegretario di Stato presso la Presidenza del Consiglio dei Ministri con deleghe a Famiglia e Disabilità del Governo Conte I.
Il 19 dicembre 2019 annuncia con un post sul suo profilo Facebook la sua uscita dal Movimento 5 Stelle.
Zoccano è stata la seconda persona con disabilità ad aver ricoperto un incarico di governo nella storia della Repubblica Italiana, dopo Antonio Guidi.

## Onorificenze
Commendatore della Repubblica Italiana